# 孝淑睿皇后
孝淑睿皇后（穆麟德轉寫：hiyoošungga nemgiyan sunggiyen hūwangheo；1760年10月2日—1797年3月5日），昂果都理巴颜系喜塔腊氏，昂果都理巴颜第五子萨璧图的后裔。满洲正白旗人。总管内务府大臣兼副都统和尔经额之女，内务府柏唐阿常安之孫女。嘉庆帝第一任皇后，道光帝生母。清朝唯一一位被稱作“嗣皇后”的皇后。

## 生平
乾隆二十五年八月二十四日辰時出生，生母為二继配王佳氏。孝淑睿皇后祖辈中得官最高者是曾祖父從五品員外郎爱星阿，门第一般。她的父親是直系亲属里首個跻身三品以上的高官。孝淑睿皇后祖父常安的隔房堂兄弟來保是乾隆朝文華殿大學士，便从正白旗包衣抬旗至正白旗满洲，摆脱了包衣籍。
乾隆三十九年二月，高宗親賜封為皇子永琰的嫡福晉，四月二十七日，行皇子大婚礼正式册封为皇子福晋。乾隆四十五年四月三十日子时，生永琰第二女。乾隆四十七年八月初十日寅时，生永琰第二子绵宁（即道光帝）。乾隆四十九年九月初七日申时，生永琰第四女莊静固伦公主。根據清宮醫案的記載，孝淑睿皇后身體較為健康，但連續誔下幾胎而血氣漸虧及月信失調。乾隆五十年七月十四日，喜塔臘氏把已經三個月的一胎小產後，身體愈發虛弱。
乾隆五十四年，永琰封為嘉親王，喜塔臘氏成為嘉親王福晉。
《乙卯进贺兼谢恩行首译李镇复闻见事件》曾記載，孝淑皇后的兄弟们都是贪婪暴虐者。孝淑皇后对下也少施恩惠。她还是皇子福晋的时候，宫人就多有因罪而受惩治者。仁宗经常规劝她宽容些，宫中才得以安宁一會兒。仁宗屡屡上谕中严厉批评孝淑睿皇后的长兄盛住和三兄孟住等人说：“朕在藩邸时，深悉其（盛住）为人器小贪利。”、“（孟住）殊属无用糊涂之至。”、“龄住系朕认识之人，看去尚似拘谨，但其居官声名及有无才干，不能深知。”
乾隆六十年十月十三日（1795年11月23日），乾隆帝禪位於皇十五子嘉親王永琰。永琰改名顒琰並且登基即位。嘉庆元年正月初四日，册立喜塔臘氏为嗣皇后，居景仁宫；二月甲辰，追封其父和爾經額為三等承恩公。同年六月，身處熱河的嘉慶帝命劉國榮傳遞一道諭旨給皇后，希望皇后和貴妃前往熱河，嘉慶帝在諭旨告訴皇后和貴妃要帶備足夠數量的必須品，不必帶的東西則不可以多帶，又提醒她們現在的天氣非常炎熱，每日必須在寅時起身，才能趁着天氣涼快前往行宮，而且要在車上放置茶鱉子。嘉慶帝亦在諭旨表示
皇后這次出外兩個多月，沒有人照顧留在宮裏的兩位常在、兩位公主和阿哥位下的兩位官女子，於是安排諴妃照顧榮常在和三公主；瑩嬪照顧春常在和四公主；而阿哥位下的兩位官女子則要請求婉太妃讓她們在延禧宮裏學活計。嘉慶帝希望皇后能夠寫信給自己，告知他以上宮內人員的安排是否恰當。六月十二日卯時，宮內接收到這道諭旨，並且奉旨賞五百兩銀給皇后，賞四百兩銀給貴妃。同年十月，皇后「偶受微凉之症」，以致「頭痛發熱、胸腹脹滿」，月經時又出現「下血較多、身肢倦軟」等症狀，皇后之後更「夜不得寐」、「夜間溏瀉」。
嘉庆二年二月初七日未時，嗣皇后在景仁宮薨逝，享年三十六歲。由於太上皇尚在而降格以妃嬪之喪葬禮儀停灵於吉安所，所用引導、跟隨及關防官員人等即刻在神武門外伺候。當天正好是仁宗前往社稷坛祭祀社神和稷神的日子，仁宗得信后才赶紧回宫临奠。清仁宗当天下达上谕，为了照顾太上皇而减轻了嗣皇后丧仪的规格。例如，命令圆明园值日奏事的王大臣等及引见人员俱著常服，惟不挂珠而已。此外，除了百日大祭之外，從滿月禮開始的周年礼、二周年礼和三周年礼等都是派皇二子绵宁代為行礼。
嘉慶二年二月十四日（1797年3月12日），由内阁撰拟嗣皇后的谥号进呈钦定；三月初二日由太上皇题准，恭上嗣皇后尊谥；五月，加谥曰孝淑皇后，暂安静安庄。嘉庆八年十月十一日奉移清西陵，十月二十二日，奉安昌陵地宫。道光元年三月，加谥：孝淑端和仁莊慈懿光天佑圣睿皇后。道光三十年四月，加谥：孝淑端和仁莊慈懿敦裕光天佑圣睿皇后。咸丰十一年十月，加谥：孝淑端和仁莊慈懿敦裕昭肃光天佑圣睿皇后。

## 影视作品
- 電視劇

| 年份 | 劇名         | 演員   | 剧中姓名    |
| 1998 | 滿清十三皇朝 | 轅依玲 | 喜塔臘氏    |
| 2005 | 我的野蠻奶奶 | 黃𨥈瑩 | 喜塔臘·淑睿 |
| 2005 | 嘉慶皇帝     | 傅衝   | 喜塔臘氏    |
| 2006 | 少年嘉慶     | 唐元元 | 子硯        |
| 2011 | 萬凰之王     | 宋熙年 | 喜塔臘氏    |
| 2018 | 天命         | 沈卓盈 | 喜塔臘·淑容 |

## 延伸阅读
[在维基数据编辑]
 《清史稿/卷214》，出自趙爾巽《清史稿》
 在维基共享资源阅览影像